# Union Sportive Colomiers Rugby
La Union Sportive Colomiers Rugby (US Colomiers) és un club de rugbi a 15 francès de la ciutat de Colomièrs. L'any 1998 va guanyar l'European Challenge Cup. La temporada 2009-10 juga a la Pro D2.